# أحمد الحكيم
أحمد الحكيم وهو رجل دين وسياسي عراقي شغل منصب عضو في الجمعية الوطنية الانتقالية المؤقتة عامي 2004 و2005، وكان عضوا في لجنة شؤون العشائر في الجمعية.